# E56
La ruta europea E56 és una carretera que forma part de la Xarxa de carreteres europees. Comença a Nuremberg (Alemanya) i finalitza a Sattledt (Àustria). Té una longitud de 330 km, una orientació d'est a oest i passa per les ciutats de Nuremberg, Regensburg, Deggendorf, Passau, Ried, Wels i Sattledt.